# دیومرو
دیومرو (به مجاری: Gyömrő) در پِشت در کشور مجارستان واقع شده‌است. جمعیت این شهر ۱۴٫۹۵۹ نفر است.